# クララ・イートン・カミングス

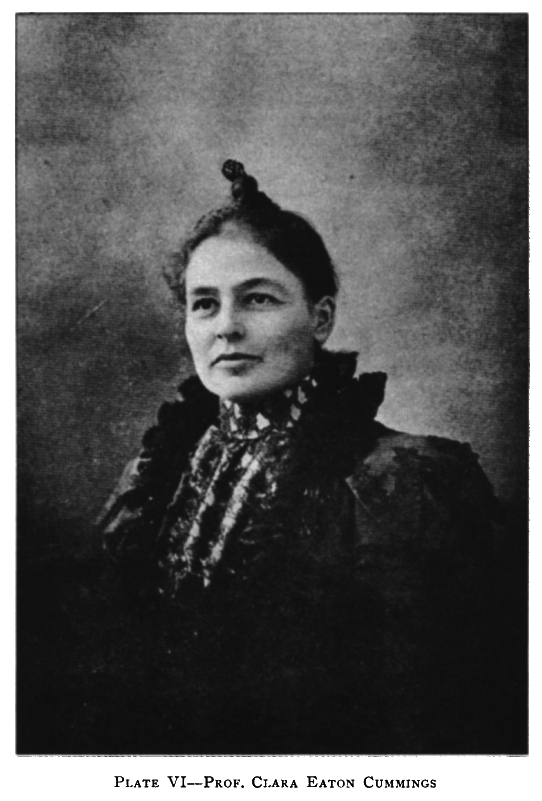
クララ・イートン・カミングス

クララ・イートン・カミングス（Clara Eaton Cummings、1855年7月13日 – 1906年12月28日）は、アメリカ合衆国の植物学者である。隠花植物を専門とした。ウェルズリー大学の教授を務めた。

## 略歴
ニューハンプシャー州のプリマスに生まれた。1878年からウェルズリーの植物博物館の学芸員をした後、1879年からウェルズリー大学の一般植物学の准教授となった 。1886年から1887年の間はチューリッヒ大学のドデル＝ポルト（Arnold Dodel-Port）教授のもとに留学し、各国の植物園を視察し何人かの有名な植物学者と会った。帰国後、専門を隠花植物とした。
ハリマン探検隊（1899年に鉄道王エドワード・ヘンリー・ハリマンの資金で行われたアラスカ探検）が集めた地衣類、217種の目録を1904年に発表した。217種の中には、アラスカでは初めて発見された76種や2種以上の新種が含まれていた。1905年にジャマイカに地衣類の収集旅行を行った。1906年にカミングスが没した後、コレクションはニューヨーク植物園に送られた。
野生植物保全協会（Wild Flower Preservation Society）の雑誌、"Plant World"の編集者を務め、1904年にAmerican Association of the Society of Plant Morphology and Physiology（1906年にアメリカ植物学会に統合される。）のフェローに選ばれた。米国科学振興協会、ボストン自然史協会の会員だった。

## 著作
- Catalogue of Musci and Hepaticae of North America, North of Mexico (1885)[6]
- The Lichens of Alaska (1904)[7]